# بخش خوزاول
بخش خوزاول (به انگلیسی: Khawzawl district) یک منطقهٔ مسکونی در هند است که در میزورام واقع شده‌است.